# Atol Namu
Namu é um atol e um distrito localizado na cadeia de Ralik das Ilhas Marshall. O atol ten área de 6,27 km2 e circunda uma lagoa de 397,12 km2. O atol mais próximo a Namu é Ailinglaplap, 40 km a sul. 
No atol cultivam-se Pandanus, cocos, árvore-do-pão, banana e abóbora. 
Os habitantes vivem da pesca, do turismo e da produção de copra. 
O atol tinha 801 habitantes em 1999. 

## História
A expedição espanhola de Álvaro de Mendaña foi a primeira expedição europeia a visitar o atol, em 17 de setembro de 1568. O piloto Hernán Gallego confundiu San Bartolome (atol de Bokak), que Alonso de Salazar havia visto em 1526, embora Bokak esteja a grande distância para norte. Mendaña afirma que o atol foi designado como Baixios de San Mateo. As ilhas eram habitadas, com muitas casas. Um grupo de desembarque encontrou um cinzel feito de um prego e pedaços de corda, presumivelmente presentes deixados no dia 3 de julho de 1566 pelo galeão San Jerónimo, então comandados pelo piloto rebelde Lope Martín.
Namu foi reclamado pelo Império Alemão junto com o resto das Ilhas Marshall em 1884, os alemães estabeleceram um posto comercial. Depois da Primeira Guerra Mundial, a ilha ficou sob o Mandato do Pacífico Sul do Império Japonês. Após o final da Segunda Guerra Mundial, ficou sob controlo dos Estados Unidos, como parte do Protectorado das Ilhas do Pacífico das Nações Unidas até à independência das Ilhas Marshall em 1986.
O Império Alemão reivindicou o atol de Namu junto com o resto das Ilhas Marshall em 1884, e os alemães estabeleceram lá um posto comercial. Após a Primeira Guerra Mundial, a ilha ficou sob o mandato do Império do Japão no Pacífico Sul. Após o fim da Segunda Guerra Mundial, ficou sob o controle dos Estados Unidos como parte do Protetorado das Ilhas do Pacífico das Nações Unidas até 1986, quando as Ilhas Marshall alcançaram sua independência.